# Gitsfjället
Gitsfjället är ett naturreservat i Dorotea kommun och Vilhelmina kommun i Västerbottens län.
Området är naturskyddat sedan 1988 och är 400 kvadratkilometer stort. Reservatet omfattar fjället med detta namn och områden omkring. Reservatet består av kalfjäll, fjällbjörkskog och granskog på lägre partier. Kring Gitssjöarna finns många små myrar och tjärnar och i sänkor finns gransumpskog.